# La Brède
Pour les articles homonymes, voir Brede.
La Brède est une commune du Sud-Ouest de la France, située dans le département de la Gironde, en région Nouvelle-Aquitaine, connue pour être le lieu de naissance du philosophe Montesquieu.

## Géographie

### Localisation
La commune est située sur la rivière Saucats, à 18 km au sud de Bordeaux.

### Communes limitrophes
Les communes limitrophes en sont Saint-Médard-d'Eyrans au nord, Ayguemorte-les-Graves au nord-est, Saint-Selve à l'est, Saint-Morillon au sud, Saucats au sud-ouest, Léognan à l'extrême ouest sur environ 120 mètres et Martillac au nord-ouest.
| Martillac | Saint-Médard-d'Eyrans | Ayguemorte-les-Graves |
| Léognan   | La Brède              | Saint-Selve           |
| Saucats   | Saint-Morillon        |                       |

### Climat
Pour des articles plus généraux, voir Climat de la Nouvelle-Aquitaine et Climat de la Gironde.
Historiquement, la commune est exposée à un climat océanique aquitain.  
En 2022, Météo-France publie une typologie des climats de la France métropolitaine dans laquelle la commune est exposée à un climat océanique et est dans la région climatique  Aquitaine, Gascogne, caractérisée par une pluviométrie abondante au printemps, modérée en automne, un faible ensoleillement au printemps, un été chaud (19,5 °C), des vents faibles, des brouillards fréquents en automne et en hiver et des orages fréquents en été (15 à 20 jours).
Pour la période 1971-2000, la température annuelle moyenne est de 13 °C, avec une amplitude thermique annuelle de 14,4 °C. Le cumul annuel moyen de précipitations est de 923 mm, avec 12,2 jours de précipitations en janvier et 7 jours en juillet. Pour la période 1991-2020, la température moyenne annuelle observée sur la station météorologique la plus proche, située sur la commune de Cadaujac à 8 km à vol d'oiseau, est de 13,8 °C et le cumul annuel moyen de précipitations est de 918,3 mm,. Pour l'avenir, les paramètres climatiques de la commune estimés pour 2050 selon différents scénarios d’émission de gaz à effet de serre sont consultables sur un site dédié publié par Météo-France en novembre 2022.

## Urbanisme

### Typologie
Au 1er janvier 2024, La Brède est catégorisée bourg rural, selon la nouvelle grille communale de densité à sept niveaux définie par l'Insee en 2022.
Elle appartient à l'unité urbaine de La Brède, une unité urbaine monocommunale constituant une ville isolée,. Par ailleurs la commune fait partie de l'aire d'attraction de Bordeaux, dont elle est une commune de la couronne,. Cette aire, qui regroupe 275 communes, est catégorisée dans les aires de 700 000 habitants ou plus (hors Paris),.

### Occupation des sols

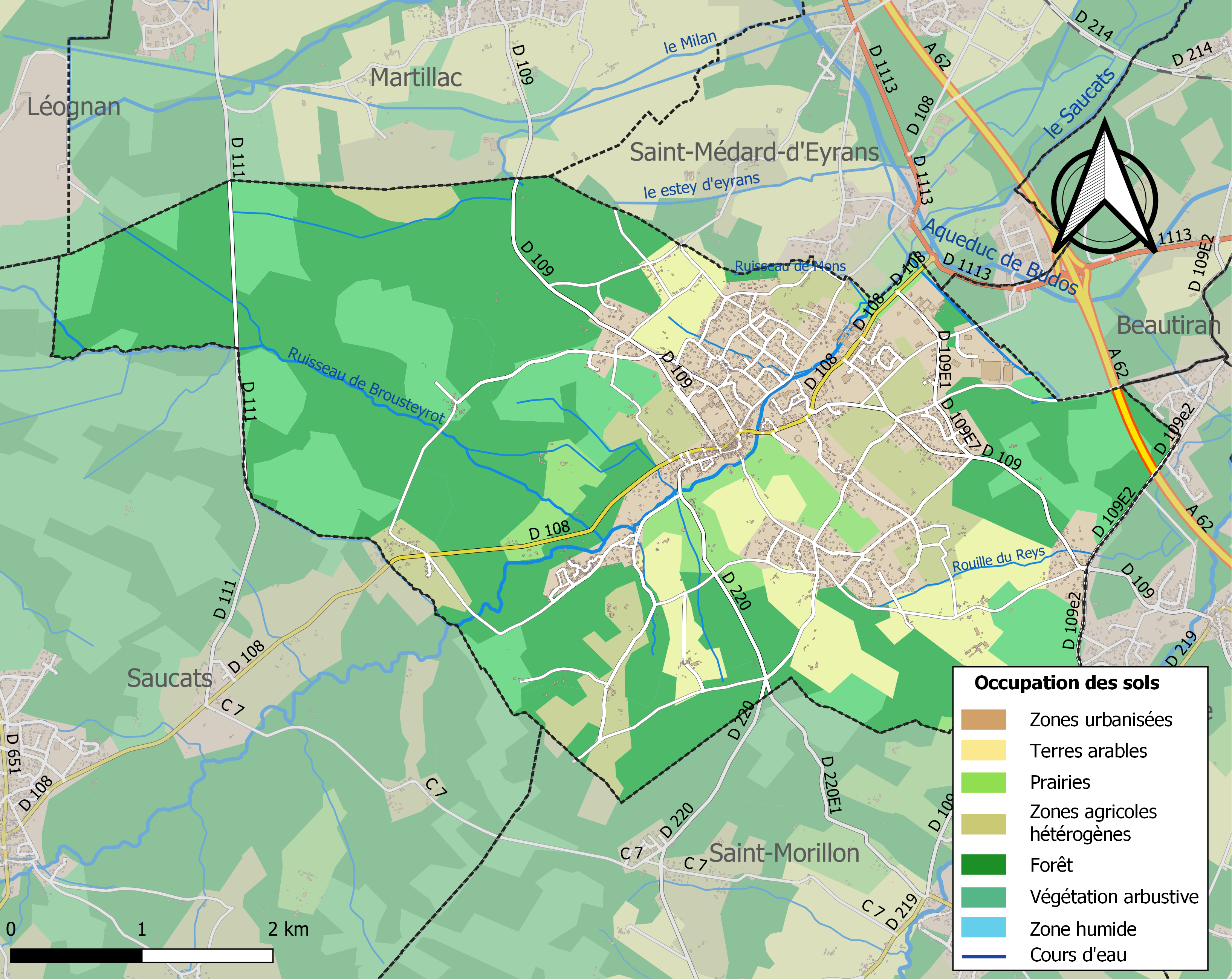
Carte des infrastructures et de l'occupation des sols de la commune en 2018 (CLC).

L'occupation des sols de la commune, telle qu'elle ressort de la base de données européenne d’occupation biophysique des sols Corine Land Cover (CLC), est marquée par l'importance des forêts et milieux semi-naturels (60,3 % en 2018), en diminution par rapport à 1990 (63,2 %). La répartition détaillée en 2018 est la suivante :
forêts (44,1 %), zones urbanisées (16,4 %), milieux à végétation arbustive et/ou herbacée (16,2 %), zones agricoles hétérogènes (9,2 %), cultures permanentes (8,6 %), prairies (4,7 %), terres arables (0,8 %). L'évolution de l’occupation des sols de la commune et de ses infrastructures peut être observée sur les différentes représentations cartographiques du territoire : la carte de Cassini (XVIIIe siècle), la carte d'état-major (1820-1866) et les cartes ou photos aériennes de l'IGN pour la période actuelle (1950 à aujourd'hui).

### Voies de communication et transports
- L'autoroute A62 (Bordeaux-Toulouse) peut être rejointe par l'accès no 1.1, dit de La Brède.
- Les lignes 502 (Talence Peixotto - La Brède) et 515 (Saint-Médard-d'Eyrans-Gare TER - La Brède) des bus TransGironde desservent la commune.

### Risques majeurs
Le territoire de la commune de La Brède est vulnérable à différents aléas naturels : météorologiques (tempête, orage, neige, grand froid, canicule ou sécheresse), inondations, feux de forêts, mouvements de terrains et séisme (sismicité très faible). Un site publié par le BRGM permet d'évaluer simplement et rapidement les risques d'un bien localisé soit par son adresse soit par le numéro de sa parcelle.
La commune a été reconnue en état de catastrophe naturelle au titre des dommages causés par les inondations et coulées de boue survenues en 1982, 1985, 1986, 1993, 1999, 2009, 2013, 2014 et 2020,.
La Brède est exposée au risque de feu de forêt. Depuis le 20 avril 2016, les départements de la Gironde, des Landes et de Lot-et-Garonne disposent d’un règlement interdépartemental de protection de la forêt contre les incendies. Ce règlement vise à mieux prévenir les incendies de forêt, à faciliter les interventions des services et à limiter les conséquences, que ce soit par le débroussaillement, la limitation de l’apport du feu ou la réglementation des activités en forêt. Il définit en particulier cinq niveaux de vigilance croissants auxquels sont associés différentes mesures,.
Les mouvements de terrains susceptibles de se produire sur la commune sont des tassements différentiels.

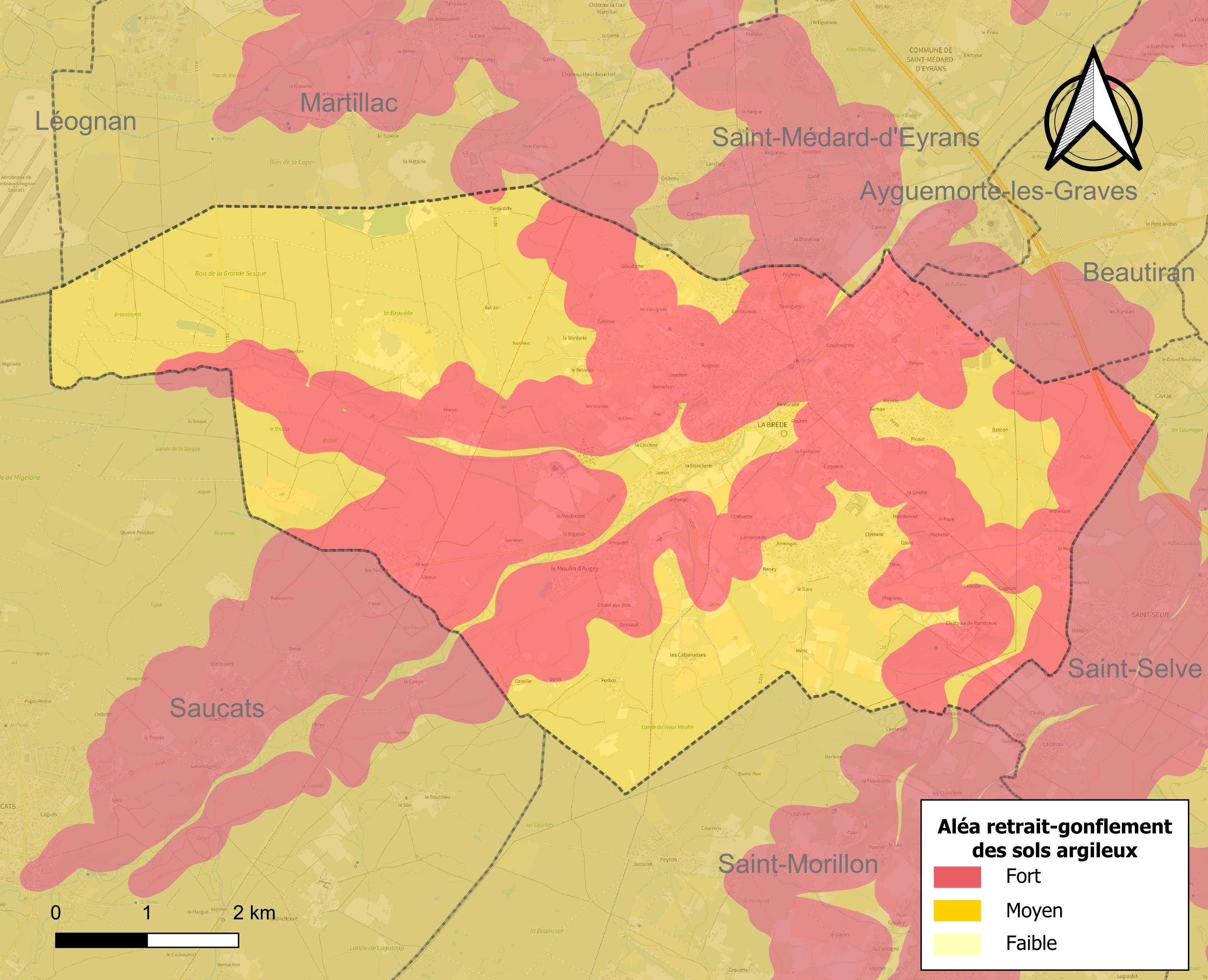
Carte des zones d'aléa retrait-gonflement des sols argileux de La Brède.

Le retrait-gonflement des sols argileux est susceptible d'engendrer des dommages importants aux bâtiments en cas d’alternance de périodes de sécheresse et de pluie. La totalité de la commune est en aléa moyen ou fort (67,4 % au niveau départemental et 48,5 % au niveau national). Sur les 1 719 bâtiments dénombrés sur la commune en 2019, 1 719 sont en aléa moyen ou fort, soit 100 %, à comparer aux 84 % au niveau départemental et 54 % au niveau national. Une cartographie de l'exposition du territoire national au retrait gonflement des sols argileux est disponible sur le site du BRGM,.
Par ailleurs, afin de mieux appréhender le risque d’affaissement de terrain, l'inventaire national des cavités souterraines permet de localiser celles situées sur la commune.

## Toponymie
Le nom de la commune a d’abord été agglutiné en « Labrède » avant d’être corrigé le 6 juillet 1987. Il vient du gascon brèda, toujours en usage, qui signifie « aubépine »,,, « buisson épineux »,.
Ce nom est documenté sous les formes Brea (1131), Labreda (1285), etc.
On notera qu'au Moyen Âge, deux noms différents étaient attribués au village. Le second était un nom savant, probablement le mot grec stóma, stómató qui signifie « bouche » (pour « embouchure »), déformé en Stoto (1273), Stontas (1279), Stontes (1339). Ce nom a ensuite muté en Stampis (1367) par l'attraction paronymique du mot estampe « volet de fermeture » pour devenir Étampes. La paroisse était donc nommée, sous l'Ancien Régime, Saint-Jean de Labrède ou Saint-Jean d'Étampes.
Le nom gascon de la commune est La Brèda.
La Brède étant dans le domaine nord-gascon, la plupart des lieux-dits anciens y sont explicables par le gascon, par exemple le Déhès, Cabarrieu, Hougueyre, le Brana, Brousteyrot, Courtiou, le Terrey...

## Histoire

### Préhistoire
Nécropole de Perbos
Pour un article plus général, voir Sites mégalithiques de la Gironde.
Les tumulus de Perbos (ou Perbost ou Prévost) sont dans le sud de la commune, en bordure de la commune de Saint-Morillon, à environ 500 m au sud du hameau de Perbos,.
Cette nécropole est à la pointe sud d'un ensemble de tumulus « géants » répandus en Bretagne littorale et Centre-ouest, datés au plus tôt du 4e millénaire avant notre ère. Elle est signalée par écrit pour la première fois à la fin du XVIIIe siècle par l'abbé Baurein, qui précise que cette partie de la lande est appelée « lous Courrejots, près du village de Prévost ». L'abbé recense 9 tumulus, « formant des cônes très-applatis », avec des hauteurs allant de 5 à 8 pieds, et ajoute que les paysans les appellent los Pujoulets ce qui signifie « petites hauteurs ».
L'un de ces tumulus est fouillé en mars 1868 par Eugène Delfortrie, qui publie quelques lignes sur le sujet en 1872 : il y a trouvé nombre d'ossements humains et un vase « en bombe » renfermant un silex ouvré. Il indique aussi que ces tumulus ont fourni avant son passage de nombreux silex et haches polies. Le musée d'Aquitaine possède le vase et un fragment de maxillaire humain de la collection Delfortrie. Roussot-Larroque donne le vase de Delfortrie pour du Néolithique moyen — ce qui n'est guère cohérent avec la périodisation au premier âge du fer indiquée par Devignes (1995) ; ce dernier mentionne la datation de Roussot-Larroque, précisant qu'elle correspond à la phase 3 du groupe de Roquefort, vers le milieu du 4e millénaire avant notre ère.
Pezat et Vincent fouillent la nécropole en 1937, en dressent un plan d'ensemble qui permet de voir une formation d'un tertre entouré de huit autres plus petits. Le tumulus le plus grand, appelé « Grande Montagne » et no 9 sur ce plan, a une hauteur de 3 m et une cavité en forme d'entonnoir ; il est possible que ce soit celui exploré par Delfortrie. Le tumulus no 1 aurait été exploré par le propriétaire Mr. de Baritault. Le no 5 montre aussi des traces de fouilles. Le centre du no 6 a livré à Vincent et Pezat une masse charbonneuse et des fragments d'urne du premier âge du fer (culture de Hallstatt).
La nécropole est de nouveau explorée dans les années 1960, sans publication à la clé. Et quelque temps après, un pépiniériste s'installe sur les lieux et rase huit des neuf tumulus, avec pour seul survivant le no 8 du plan de (Ricaudy ? mentionné, mais le seul plan mentionné est celui de Pezat et Vincent...).
Ce tumulus se présente comme une butte sablonneuse circulaire de 2 m de hauteur et 20 m de diamètre. Devignes le classe parmi les « grands tumulus à sépulture primaire en coffre » sur la base du mobilier connu, très proche de celui du coffre du tumulus du Bernet (Saint-Sauveur, Gironde). Il est possible que le coffre ait été construit en pierre sèche : Delfortrie ne mentionne ni dalles ni orthostates.
Roussot-Larroque a également trouvé au musée d'Aquitaine une petite hache polie en roche « vert foncé à petits trous (peut-être de l'éclogite?) », qu'elle dit marquée comme provenant du « Tumulus de Saint-Morillon » et appartenant à la collection Braquehaye ; elle l'attribue à Perbos mais Devignes la resitue de façon appropriée à la nécropole du Graveyron.

### XVIIIesiècle
Pour la situation de la commune au XVIIIe siècle, voir l'ouvrage de Jacques Baurein.
À la Révolution, la paroisse Saint-Jean de Labrède (ou d'Étampes) forme la commune de Labrède. Le 6 juillet 1987, la commune de Labrède devient La Brède.

### XIXeetXXesiècles
En 1875, Mme de la Roche, une voyageuse de passage à La Brède, décrit un jour de foire en ces termes :
« Il y avait toutes sortes de mouchoirs de couleur provenant des fabriques du Béarn, patrie d'Henri IV. Les femmes s'en servent pour recouvrir leur coiffe (…). Toutes celles qui s'en vont portant sur la tête un fardeau, tricotent, de même que filent toutes celles qu'on voit assises sur leurs ânes au milieu des corbeilles de légumes ou celles occupées dans les champs à garder les chèvres, les oies et les vaches… (…) Beaucoup de jeunes paysannes portaient des jupes noires avec des corsages rouges. (…) Des corbeilles pleines de craquelin[Lequel ?], de pains d'épices et de massepains circulaient dans la foule et aux alentours du théâtre. Les arbres étaient tout enrubannés. Les jeunes parlaient gaiement entre eux, mais avaient une fort bonne tenue ; la plupart était très bien bâtis. (…) Tous les gens parlent un double langage, moitié français, moitié gascon. Celui-ci est extrêmement agréable à l'oreille. Tous aussi ont dans leurs façons et dans leur manière d'être quelque chose qui plait. À l'auberge, nous déjeunâmes dans une pièce à côté de laquelle il s'en trouvait une autre avec trois tables pleines de paysans en train de manger du poisson grillé, de la salade et des gâteaux. Leur conversation, quoique très animée, restait amicale. Le vin les rendait joyeux mais nullement bruyants ni mal élevés. (…) »
L'urbanisation de la commune s'est faite lentement et n'a pas oublié Montesquieu auquel un monument a été dédié en 1938.
- Le monument aux morts édifié en 1922 a été déplacé vers 1969 ;
- Les anciennes écoles datant de 1890 ont été construites par l'architecte bordelais Follat ;
- L'église romane a été restaurée par Gustave Alaux[47].

## Politique et administration

### Liste des maires

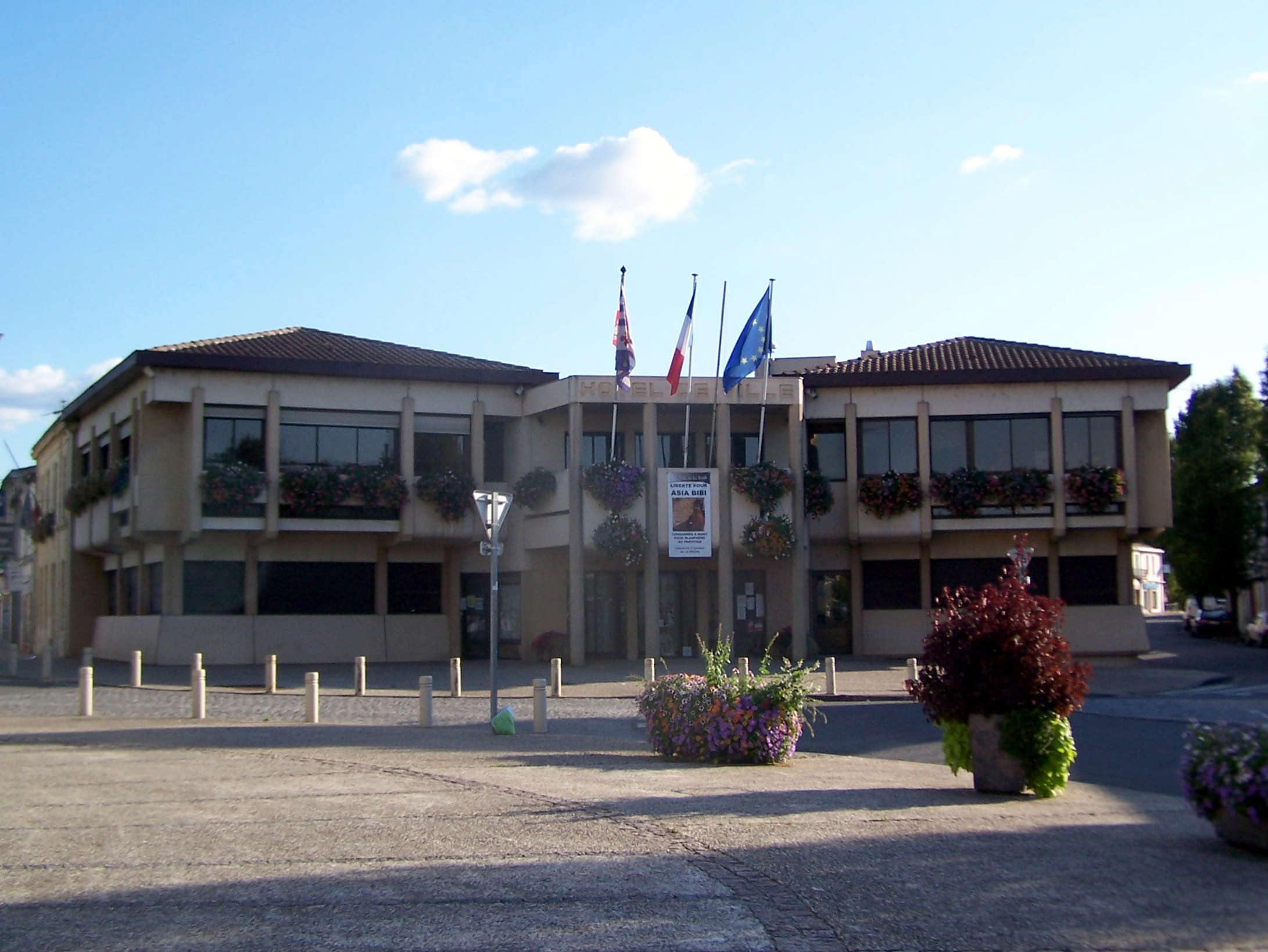
L'Hôtel de ville (août 2015).

| Période                                  | Période  | Identité           | Étiquette                      | Qualité |
| ---------------------------------------- | -------- | ------------------ | ------------------------------ | ------- |
| Les données manquantes sont à compléter. |          |                    |                                |         |
|                                          |          |                    |                                |         |
| mars 1971                                | 1977     | Édouard Capdeville | SE                             |         |
| mars 1977                                | 1995     | André Mabille      | RPR                            |         |
| mars 1995                                | En cours | Michel Dufranc     | RPR puis UMP puis LR puis Agir | Avocat  |

### Jumelages
Viana (Espagne)

## Population et société
Les habitants sont appelés les Brédois et les Brédoises.

### Démographie
L'évolution du nombre d'habitants est connue à travers les recensements de la population effectués dans la commune depuis 1793. Pour les communes de moins de 10 000 habitants, une enquête de recensement portant sur toute la population est réalisée tous les cinq ans, les populations de référence des années intermédiaires étant quant à elles estimées par interpolation ou extrapolation. Pour la commune, le premier recensement exhaustif entrant dans le cadre du nouveau dispositif a été réalisé en 2008.

En 2022, la commune comptait 4 423 habitants, en évolution de +5,51 % par rapport à 2016 (Gironde : +6,91 %, France hors Mayotte : +2,11 %).
| 1793  | 1800  | 1806  | 1821  | 1831  | 1836  | 1841  | 1846  | 1851  |
| ----- | ----- | ----- | ----- | ----- | ----- | ----- | ----- | ----- |
| 1 324 | 1 148 | 1 227 | 1 244 | 1 328 | 1 331 | 1 329 | 1 450 | 1 469 |

| 1856  | 1861  | 1866  | 1872  | 1876  | 1881  | 1886  | 1891  | 1896  |
| ----- | ----- | ----- | ----- | ----- | ----- | ----- | ----- | ----- |
| 1 475 | 1 475 | 1 499 | 1 556 | 1 683 | 1 681 | 1 752 | 1 702 | 1 704 |

| 1901  | 1906  | 1911  | 1921  | 1926  | 1931  | 1936  | 1946  | 1954  |
| ----- | ----- | ----- | ----- | ----- | ----- | ----- | ----- | ----- |
| 1 671 | 1 583 | 1 475 | 1 304 | 1 272 | 1 217 | 1 220 | 1 225 | 1 277 |

| 1962  | 1968  | 1975  | 1982  | 1990  | 1999  | 2006  | 2008  | 2013  |
| ----- | ----- | ----- | ----- | ----- | ----- | ----- | ----- | ----- |
| 1 297 | 1 448 | 1 769 | 2 281 | 2 846 | 3 128 | 3 601 | 3 722 | 4 054 |

| 2018  | 2022  | - | - | - | - | - | - | - |
| ----- | ----- | - | - | - | - | - | - | - |
| 4 367 | 4 423 | - | - | - | - | - | - | - |

| selon la population municipale des années : | 1968 | 1975 | 1982 | 1990 | 1999 | 2006 | 2009 | 2013 |
| Rang de la commune dans le département      | 98   | 92   | 71   | 65   | 67   | 67   | 66   | 67   |
| Nombre de communes du département           | 548  | 543  | 543  | 542  | 542  | 542  | 542  | 542  |

### Manifestations culturelles et festivités
Depuis presque deux siècles, se tient à La Brède la fête de la Rosière en juin. Elle a été voulue par François de Paule Latapie dans son testament en l'honneur de Montesquieu. 
La Rosière est une jeune fille de 18 ans résidant sur la commune choisie chaque année par un comité composé de représentants de tous les corps de métiers de la ville. La Rosière choisit un Rosier ayant 18 ans. La première Rosière appelée la Coronada fût élue en 1824.
Une messe est célébrée avant que le cortège de la Rosière (accompagné du maire et du député) ne fasse le tour du village avec la Bandas. Enfin la Marseillaise est jouée au monument aux morts après le dépôt d'une gerbe et le maire prononce son discours sur la place Montesquieu. Il est également procédé à un lancer de ballons.
Durant trois jours, se tient une grande fête : le vendredi soir, le maire de La Brède confie symboliquement, pour la durée des festivités, les clés de la ville à la Rosière et à son cortège. Puis se tient la traditionnelle procession des feux de la Saint-Jean.
Depuis quelques années, une corrida se déroule la veille de la fête de la Rosière, et une fête foraine et un festival de salsa ont lieu également à cette période. La ville est membre de l'Union des villes taurines françaises.

## Économie
Une importante zone artisanale, dite de la Prade, se trouve sur le territoire de la commune.

## Culture locale et patrimoine

### Lieux et monuments
- L'église Saint-Jean-d'Étampes[59] est inscrite au titre des monuments historiques en 1997[60].
- Le château de La Brède, demeure de Montesquieu, est classé au titre des monuments historiques en 2008[61].
- La salle municipale Montesquieu, dans le centre-ville, présente une façade de style art déco.
- Le domaine de La Lignière, est une maison de style néoclassique construite entre 1760 et 1792[62],[63].
- Le château des Fougères, est une propriété viticole. Initialement appelé Milheras au début du XIXe siècle elle est renommée Fougères en 1867 par le Baron Gaston de Montesquieu. Le plan du parc est réalisé par le paysagiste Escarpit, qui a aussi dessiné le jardin public à Bordeaux[63],[64].

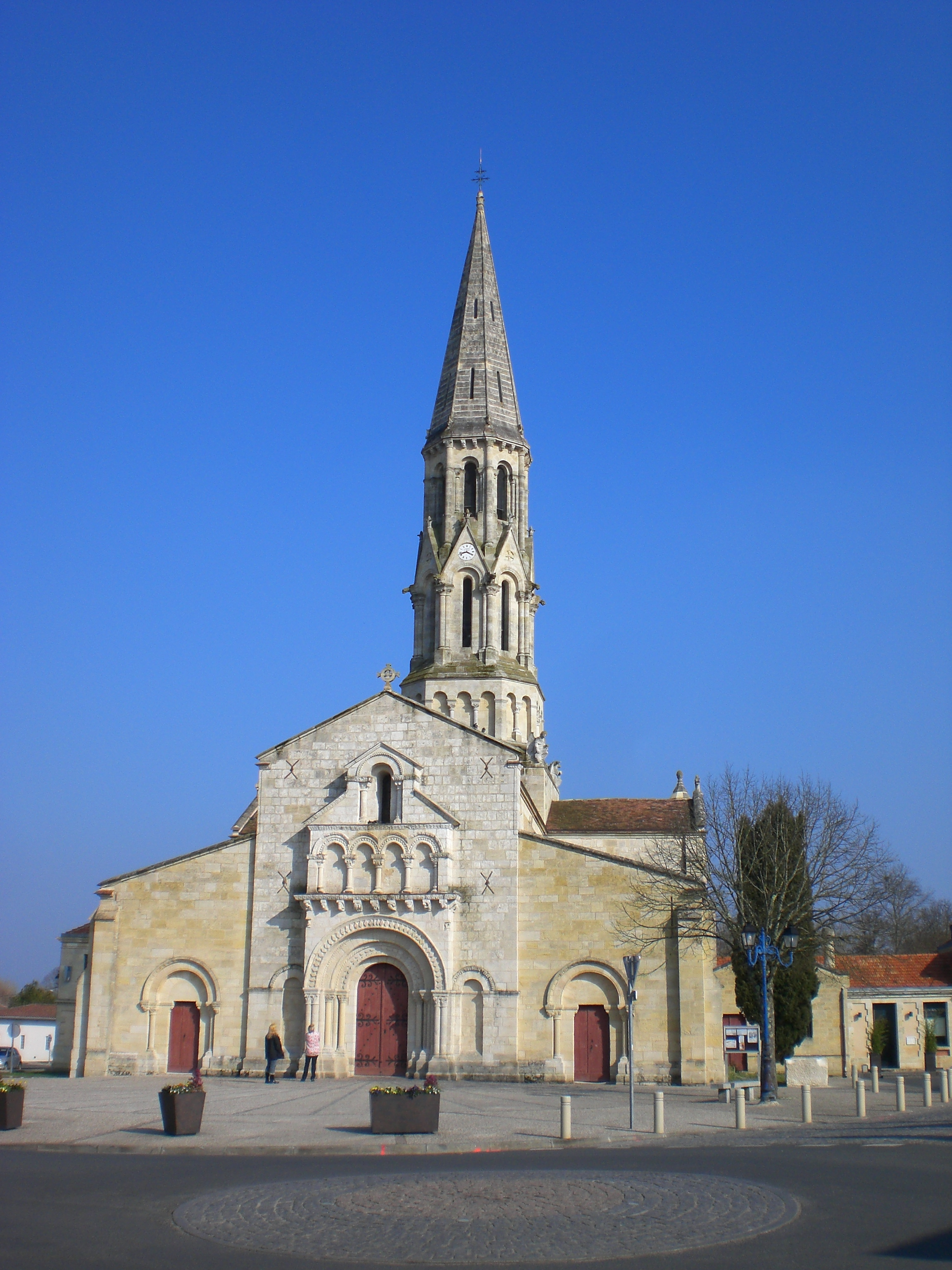
L'église Saint-Jean-d'Étampes
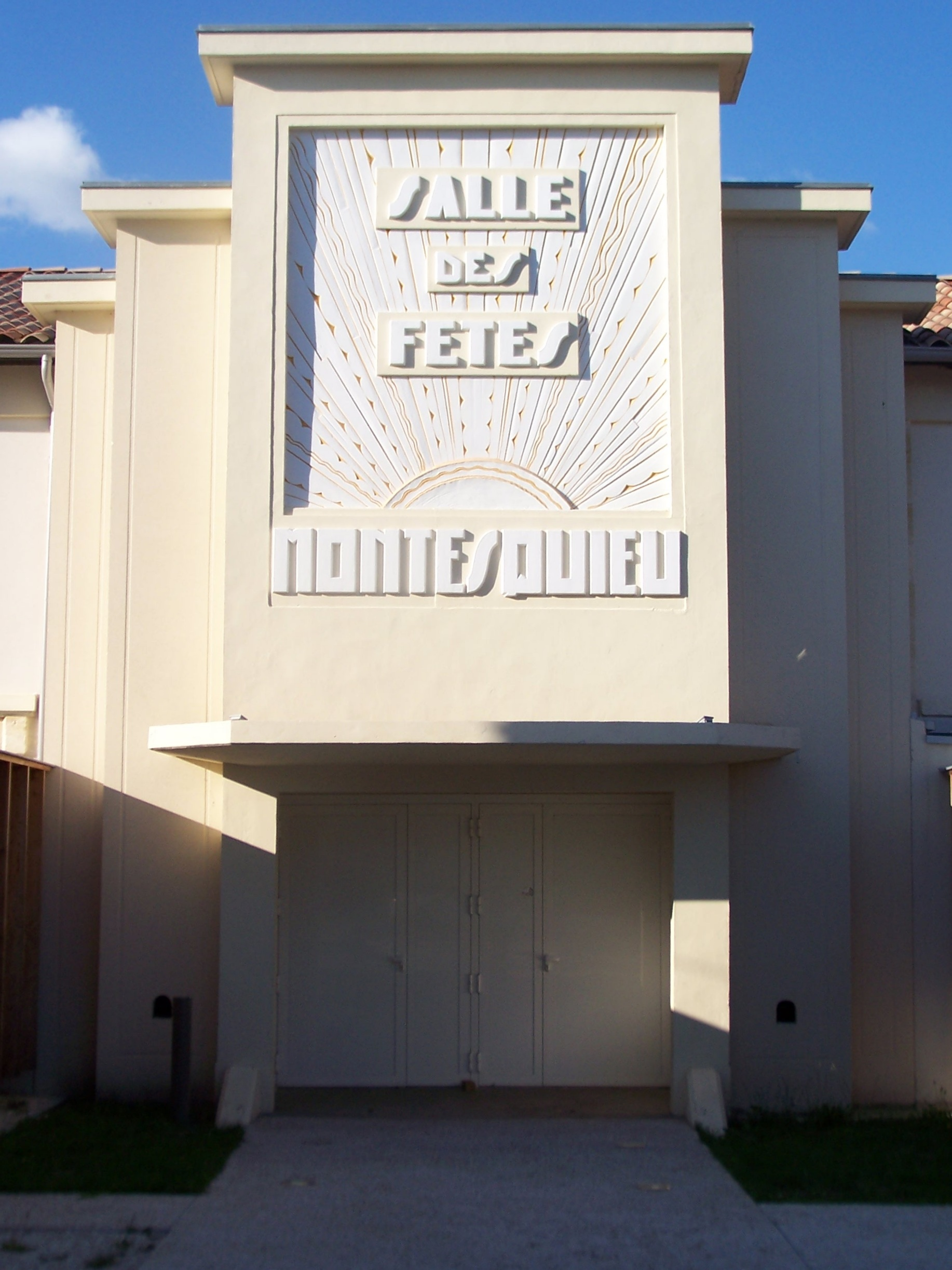
La façade de la salle municipale (août 2015)
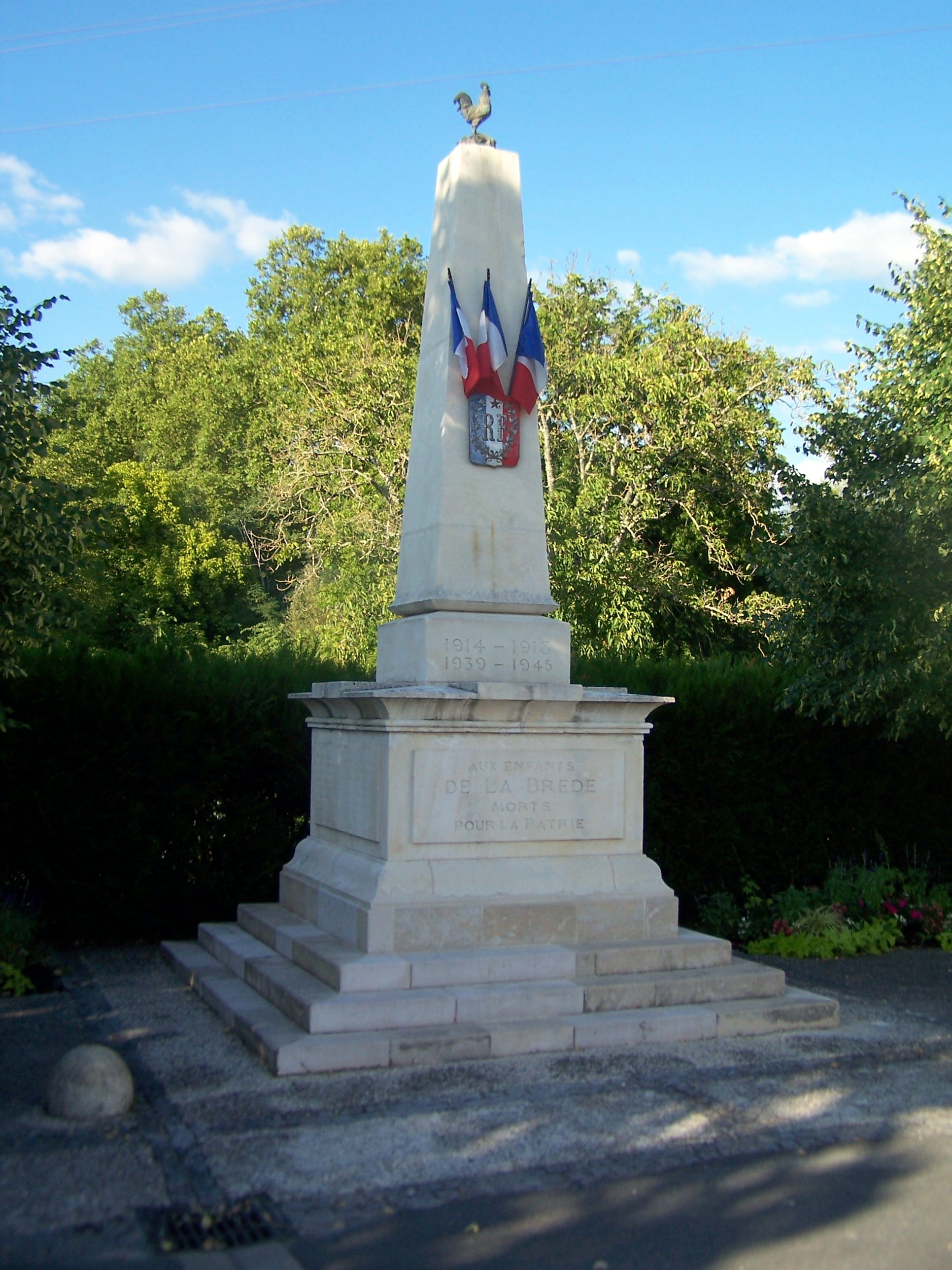
Le monument aux morts (août 2015)
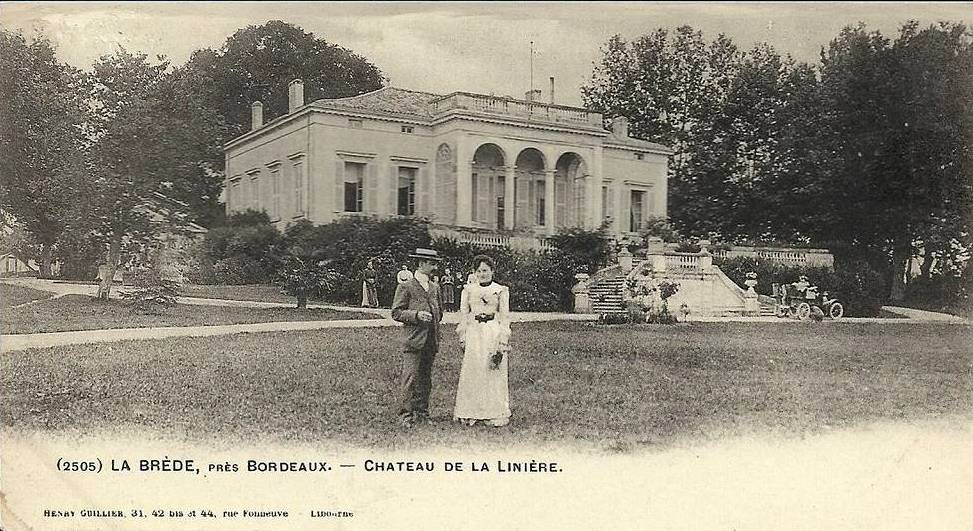
Château de la Lignière
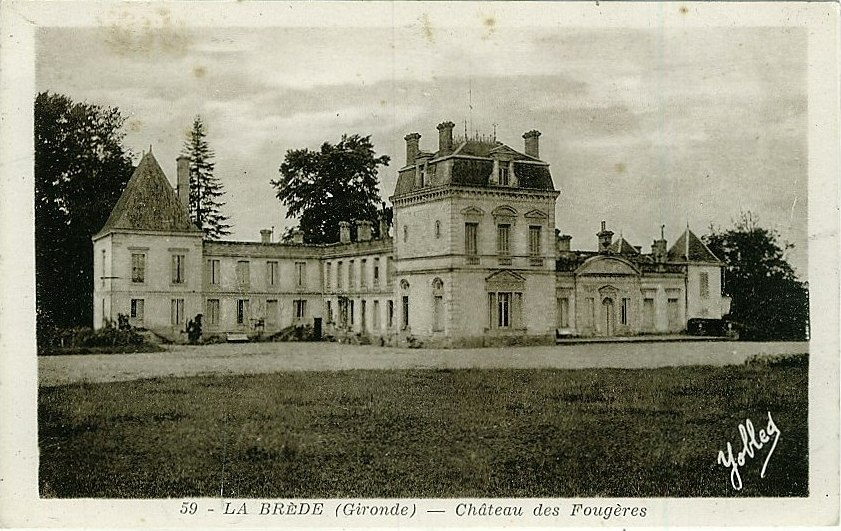
Château des Fougères

### Personnalités liées à la commune

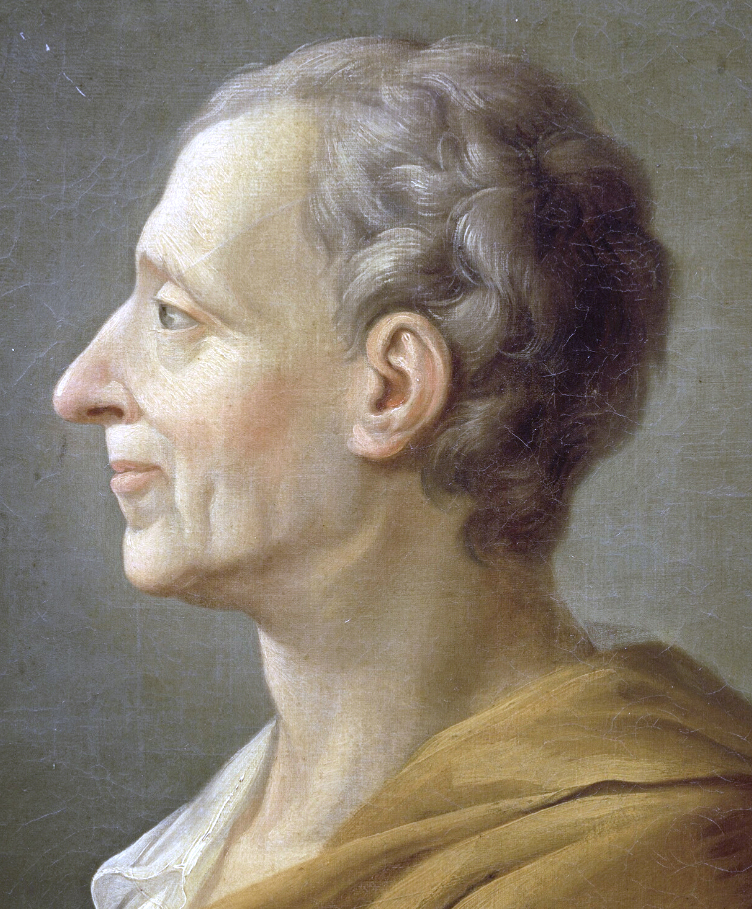
Montesquieu

- Montesquieu (1689-1755), baron de Montesquieu, de La Brède et autres dépendances, philosophe des Lumières, est né le 18 janvier 1689 au château de La Brède où il vécut avec sa femme Jeanne de Lartigue ;
- François-de-Paule Latapie (1739-1823), naturaliste partisan de Linné, familier du château, auteur d'une Description de la commune de La Brède.
- Baron Antoine Clouet (1781-1862) militaire français
- Octave Cazauvieilh (1834-1892) homme politique français
- Charles Cante (1882-1957) homme politique français
- Antoine Brizard (1994-) joueur international français de volley-ball, champion olympique en 2021, s'est marié et réside à La Brède[65].

### Héraldique
| Armes | Les armes de La Brède se blasonnent ainsi : Écartelé, au premier d'azur aux trois fasces d'argent chargées de neuf merlettes de sable ordonnées 4, 3 et 2, au deuxième de gueules au lion d'hermine armé, lampassé et couronné d'or, au troisième d'argent à la croix tréflée de gueules soutenue d'une champagne d'azur chargée de trois fleurs d'or, les tiges dans un vase du même, au quatrième d'argent aux quatre fasces d'azur ; sur le tout d'azur à la fasce d'or accompagnée, en chef, de deux coquilles du même et, en pointe, d'un croissant d'argent. - Ce blason, dessiné par J.-L. Chapin, est formé par les blasons des quatre principales familles ascendantes et descendantes de Montesquieu, c'est-à-dire des familles de La Lande, de L'Isle (L'Isle de la Rivière originaire de la région de Fronsac), de Penelle (ou Pesnel) et de Chabannes, le centre du blason de la ville n'est autre que le blason des Montesquieu, avec ses deux coquilles et son croissant. |